# Brienzersee Rockfestival
Das Brienzersee Rockfestival ist ein Musikfestival, das seit 1988 alljährlich in der Nähe von Brienz im Kanton Bern stattfindet. Das Festival dauert drei Tage und findet in der Regel jeweils Anfang August in einem grossen Festzelt statt.
2007 zählte die 20. Ausgabe, die wie schon die 15. Ausgabe vier Tage dauerte, erstmals über 10'000 Besucher. Neben Gotthard und The Hooters traten an der Jubiläumsausgabe unter anderem auch QL, Shakra, Polo Hofer & die SchmetterBand, Männer am Meer und Stiller Has auf.